# 佩列沙茨半島
42°55′N 17°28′E / 42.91°N 17.46°E

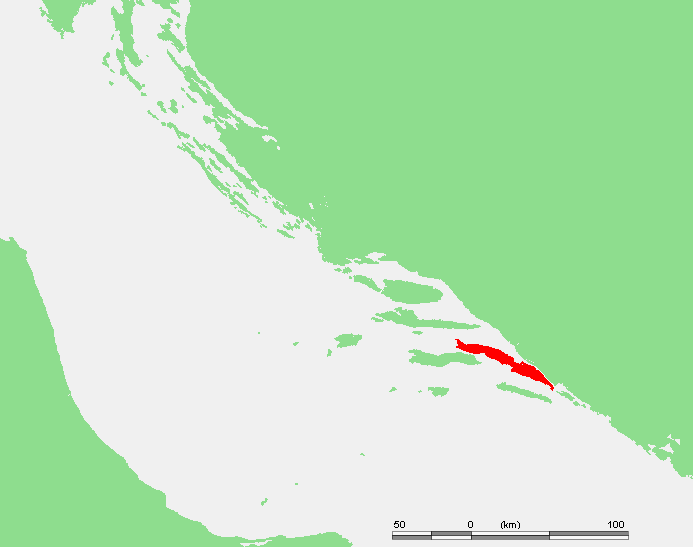

佩列沙茨半島是克羅地亞南部位於亞得里亞海沿岸的一個半島，隸屬杜布羅夫斯克-內雷特瓦縣，長66公里、寬7公里，面積358平方公里。

## 外部連結
- www.croatia1.com （页面存档备份，存于）
- Kiteboarding Spots on Peljesac